# Nishiwaki Ryohei
Ryohei Nishiwaki (sinh ngày 1 tháng 8 năm 1979) là một cầu thủ bóng đá người Nhật Bản.

## Sự nghiệp câu lạc bộ
Ryohei Nishiwaki đã từng chơi cho JEF United Ichihara và Montedio Yamagata.